# Třesov
Třesov (niem. Treszow, Tresow) – wieś i gmina w południowych Czechach, w kraju Wysoczyna, w powiecie Třebíč.

## Historia
Pierwsza informacja o wsi pochodzi z 1464 roku, wymieniana jest jako Třebešov. Miejscowość była wtedy własnością klasztoru w Třebíču. W 1857 wzniesiono kapliczkę św. Jana Nepomucena. Do 1896 Třesov i sąsiednie Hartvíkovice stanowiły jedną gminę, mieszkańcy Třesova wysłali list do zarządu gmin z prośbą o uniezależnienie od urzędu w Hartvíkovicach. 3 stycznia 1897 oficjalnie powołano gminę Třesov. Decyzją władz w Velkej Bítešy jednostki połączono ponownie w 1967. Stało to się bez zgody większości mieszkańców. Rozdzielenie gmin nastąpiło w 1991 roku.

## Populacja
Źródło: